# Nyctipolus nigrescens
El chotacabras negruzco, chotacabra negruzca, aguaitacamino negruzco o guardacaminos negruzco (Nyctipolus nigrescens) es una especie de ave caprimulgiforme de la familia Caprimulgidae que vive en Sudamérica. 

## Descripción
Es un chotacabras relativamente pequeño, mide unos 19,5 cm. Es de coloración muy oscura, los machos tienen manchas blancas en la parte lateral de la garganta y la punta de las alas, pero las hembras son totalmente oscuras.

## Distribución y hábitat
Se encuentra en Bolivia, Brasil, Colombia, Ecuador, la Guayana, Guyana, Perú, Surinam y  Venezuela.
Sus hábitat natural son las selvas húmedas.